# Pandiaka confusa
Pandiaka confusa là loài thực vật có hoa thuộc họ Dền. Loài này được C.C.Towns. mô tả khoa học đầu tiên năm 1980.